# Milan Ridge
Milan Ridge är en bergstopp i Antarktis. Den ligger i Östantarktis. Australien gör anspråk på området. Toppen på Milan Ridge är 2 215 meter över havet, eller 6 meter över den omgivande terrängen. Bredden vid basen är 0,28 km.
Terrängen runt Milan Ridge är kuperad åt nordost, men åt sydväst är den platt. Trakten är obefolkad. Det finns inga samhällen i närheten.